# Rhabdophis swinhonis
Rhabdophis swinhonis este o specie de șerpi din subfamilia Natricinae a familiei Colubridae. Specia este endemică în Taiwan.

## Etimologie
Numele specific, swinhonis, a fost acordat în cinstea lui Robert Swinhoe⁠(d), un diplomat și naturalist britanic care la mijlocul secolului al XIX-lea se afla în China și cel care a colectat holotipul⁠(en)[traduceți].

## Descriere
R. swinhonis poate atinge o lungime maximă totală (incluzând coada) de 70 cm. Are 15–17 rânduri de solzi dorsali crestați. Capul este oval, corpul este destul de robust, iar coada este destul de lungă. Ochiul mijlociu spre mare are un iris brun-gri închis și pupila rotundă și de un negru profund, înconjurate de un inel gri. Abdomenul este crem spre gri deschis. În partea de sus, capul are o nuanță de gri-măsliniu închis uniform spre maro-măsliniu, în timp ce coastele sunt mai deschis la culoare. Sub ochi se află o dungă neagră oblică, precum și o dungă neagră mai mare pe ambele părți ale capului, deasupra colțului gurii. Solzul anal este despărțit, iar solzii subcaudali sunt împerecheați.

## Comportament defensiv
R. swinhonis nu este un șarpe veninos și este docil; când se simte amenințat, își poate întinde gâtul, dar este puțin probabil să muște. Are glande nucale care secretă un lichid de culoare maro; acesta poate să fie folosit pentru a intimida prădătorii, deși nu este cunoscută funcția sa precisă.

## Reproducere
Reproducerea la R. swinhonis este ovipară. Fiecare depunere de ouă este alcătuită din 6–15 ouă.

## Areal și habitat
R. swinhonis se găsește în Taiwan la altitudini de aproximativ 500–1.000 m deasupra nivelului mării. Este un șarpe diurn care trăiește în păduri, pe terenuri cu tufișuri și în alte medii umede. De asemenea, se găsește și pe câmpuri agricole.

## Dietă
Prăzile principale ale R. swinhonis sunt broaștele.

## Conservare
R. swinhonis nu este o specie comună. Nu au fost identificate amenințări deosebite pentru această specie, fiind găsită și în arii protejate. Uniunea Internațională pentru Conservarea Naturii a clasificat această specie ca fiind neamenințată cu dispariția. Nu sunt înregistrate acțiuni de conservare a acestei specii.